# Croon
croon（クルーン）は、ヴォーカル・senahとコンポーサー・Uz（宇津本直紀）によるユニット。

## きっかけ
- 書きためていた曲を歌ってくれるヴォーカルを探していたUzがスタジオでプロデューサーにsenahを紹介され結成。

2005年2月NeoGenarationコンピレーションアルバムVol.2に「pain」で参加。

## その他
- 2005/12/17現在活動休止中